# Wełet
Wełet (wełekyn) – huculska odmiana olbrzymów.
Były to istoty o kilkumetrowym wzroście i potężnej sile. Od innych olbrzymów odróżniały ich wielkie zęby i nieproporcjonalnie długie ręce. Wełety żyły w dzikich zakątkach gór i unikały ludzi. Nie bywały groźne, chyba że same zostały zaatakowane. Zdarzało się, że padały atakiem ludzi, ponieważ ich szpik kostny stanowił ważny składnik magicznych receptur.
Najbardziej znanym przedstawicielem wełetów był Warliwoka.